# Урановые слюдки
Урановые слюдки — обширное семейство минералов, — фосфатов, арсенатов и ванадатов уранила. 
Входят в состав комплексных руд урана (Урановые минералы). Часто встречаются совместно друг с другом.

## Состав
Наиболее распространённые фосфаты из числа урановых слюдок — это отенит, метаотенит, ураноцирцит, метаураноцирцит, торбернит, пржевальскит и фосфуранилит. Наиболее распространенными арсенатами являются натриевый ураноспинит, метаураноспинит, новачекит, хейнрихит, метахейнрихит, цейнерит, метацейнерит и вальпургит, из ванадатов — тюямунит и карнотит.

## Химический состав и структура
Кристаллическая структура слоистая, представленная уранил-анионными слоями, соединёнными в трёхмерный каркас межслоевыми катионами и молекулами воды. Межслоевые катионы: Na, К, Ca, Cu, Ba, Mn, Pb, Bi, Mg, Al, Fe и Н. Распространены слюдки смешанного анионного состава, образующие непрерывный ряд твёрдых растворов. Изоморфизм крайне ограничен. Сингония тетрагональная, реже псевдотетрагональная или ромбическая. Представлены порошковатыми, землистыми, чешуйчатыми агрегатами. Кристаллы пластинчато-таблитчатого облика, откуда и название. Обладают совершенной спайностью по базису. Слюдки обладают жёлтой, зелёной и схожей с этими цветами окраской. Блеск — стеклянный или перламутровый. Твердость 2-3. Плотность от 3020 до 6890 кг/м³.

## Особые свойства
Урановые слюдки, не содержащие в своём составе медь, железо, свинец и висмут, ярко люминесцируют зеленовато-жёлтым светом в коротких и длинноволновых УФ-лучах. Подобное их свойство использовалось в ранней фотографии.
Все слюдки хорошо растворяются в кислотах слабой концентрации.

## Распространение
Урановые слюдки широко распространены в зоне окисления урановых месторождений (Сент-Симфорьен, Ла-Торш во Франции; Яхимов в Чехии, на многих месторождениях России и пр.). Из-за яркой окраски и ультрафиолетовой люминесценции служат одним из признаков месторождений урановых руд.